# Musizierende Engel
Die Musizierenden Engel sind eine Gruppe von Fresken, die von Melozzo da Forlì in der Apsidenkuppel der Kirche Santi XII Apostoli in Rom ausgeführt wurden.

## Entstehung, Datierung und Verbleib
Die Freskengruppe, die neben musizierenden Engeln auch die Himmelfahrt Christi, mehrere Apostel und Cherubim darstellt, entstand im Zuge der von Kardinal Giuliano della Rovere im Jahr 1475 angeordneten Restauration von Santi Apostoli. Der Auftrag ging an Melozzo, den damaligen Hofmaler (Pictor papalis) von Sixtus IV. Das genaue Ausführungsdatum ist nicht bekannt, in Frage kommen die Jahre 1475 oder erst 1478, 1479 bzw. 1480. Das Fresko, das sich durch eine kühne und rigorose Anwendung der Perspektive auszeichnet, beeinflusste nachhaltig die Zeitgenossen Melozzos. So entstanden wenige Jahre später das Werk Filippino Lippis in der Carafa-Kapelle von Santa Maria sopra Minerva und Michelangelos Zyklus in der Sixtinischen Kapelle.
Das Fresko verblieb an seinem Entstehungsort bis zum Jahr 1711, als die Apsis wegen einer Kirchenmodernisierung eingerissen wurde. Um das Werk Melozzos vor der vollständigen Zerstörung zu retten, wurde es in 16 Teile zerlegt. Dieses Unterfangen ging aber leider nicht ohne Schäden vor sich.
Die Engelsgruppe wird heute, zusammen mit vier Apostelhäuptern, in der Vatikanischen Pinakothek aufbewahrt – ausgenommen ist hiervon ein Engel, der sich im Prado in Madrid befindet. Die Himmelfahrt Christi, die einst das Zentrum der Komposition bildete, wurde in den Quirinalspalast überbracht.

## Beschreibung

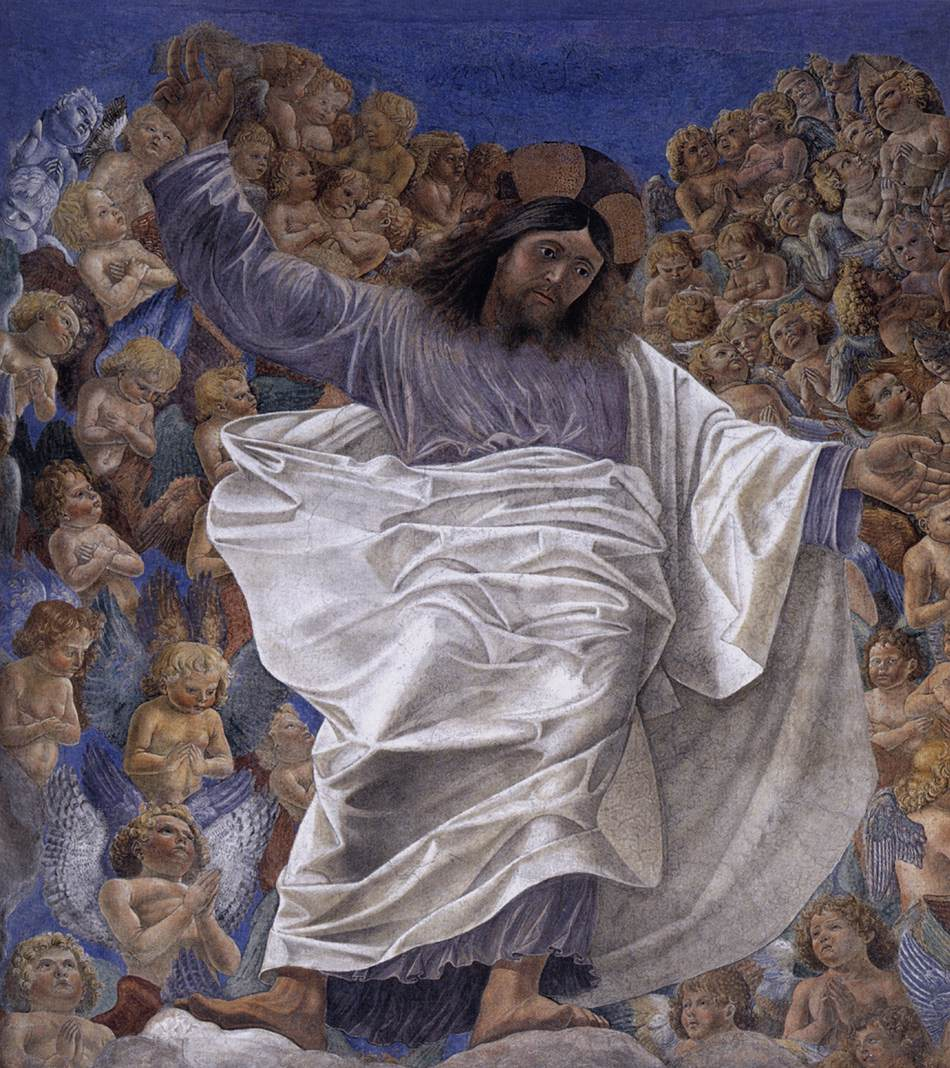
Himmelfahrt Christi

Eigentliches Hauptthema der Apsidenausschmückung war die Himmelfahrt Christi in Freskotechnik. Die hervorgehobene Figur Christi ist perspektivisch verkürzt dargestellt und scheint förmlich in der Kuppel zu schweben. Er wird von musizierenden Engeln, Aposteln und anderen Figuren umringt, deren perspektivische Darstellung von unten nach oben (ital. da sott'in su) gerichtet ist.
Die monumentalen Figuren verschmelzen auf illusionierende Weise mit dem Hintergrund. Charakteristisch für den Maler aus Forlì ist das klare Licht, mit dem die Farben durchdrungen werden und der Schatten aufgehellt wird – eine Technik, die bereits Piero della Francesca verwendete. Durch seine natürlichere Darstellungsweise verstand es jedoch Melozzo, die etwas ernst wirkenden Volumina Francescas insbesondere bei Porträts aufzulockern.

## Bedeutung
Die das Zentrum der Freskenkomposition einnehmende Figur Christi ist in derart geschickter Verkürzung wiedergegeben und die Schar der ihn umgebenden Engel beweist eine so große Beherrschung der verschiedensten perspektivischen Ansichten, dass dieses Werk Melozzo da Forlìs zu den Vorläufern der späteren illusionistischen Deckenmalerei gezählt werden kann.
Die von Melozzo gemalten Figuren zeichnen sich durch ihre edle Erhabenheit aus. Ihre Plastizität, akzentuiert durch Perspektiven und Verkürzungen, wirkt gleichsam rhetorisch. Die lyrischen Gesichtsausdrücke der Engel mit ihrem lockigen Haar dürften eine der idyllischsten und feinsinnigsten Schöpfungen der Renaissance darstellen.

## Werk

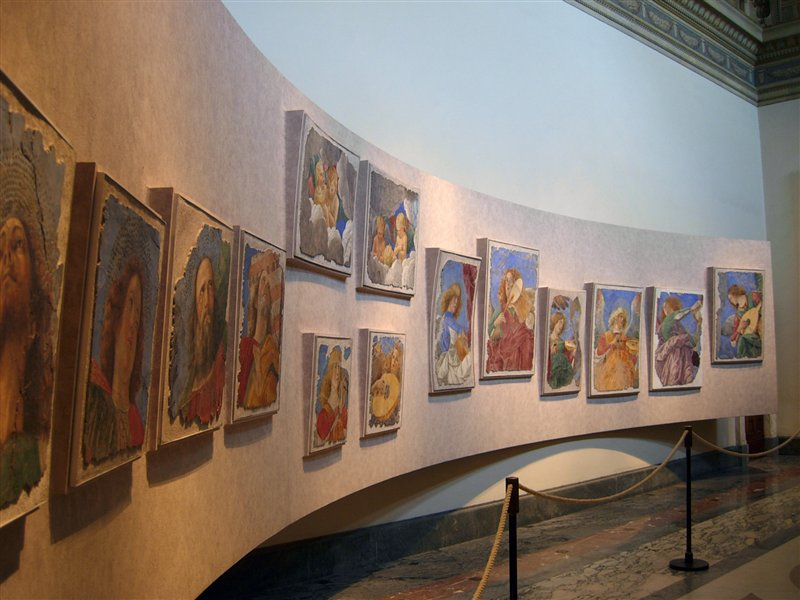
Blick in die Vatikanische Pinakothek mit den Fresken Melozzos

Folgende Fresken befinden sich in der Vatikanischen Pinakothek:
- Gruppe kleiner Engel 1
- Apostelhaupt 1
- Apostelhaupt 2
- Apostelhaupt 3
- Apostelhaupt 4
- Gruppe kleiner Engel 2
- Engel mit Bratsche
- Engel mit Laute 1
- Engel mit Laute 2
- Engel mit Laute 3
- Engel mit Trommel und Flöte
- Engel mit Tamburin
- Engel mit Triangel
- Engel mit Rebec

## Weitere Abbildungen

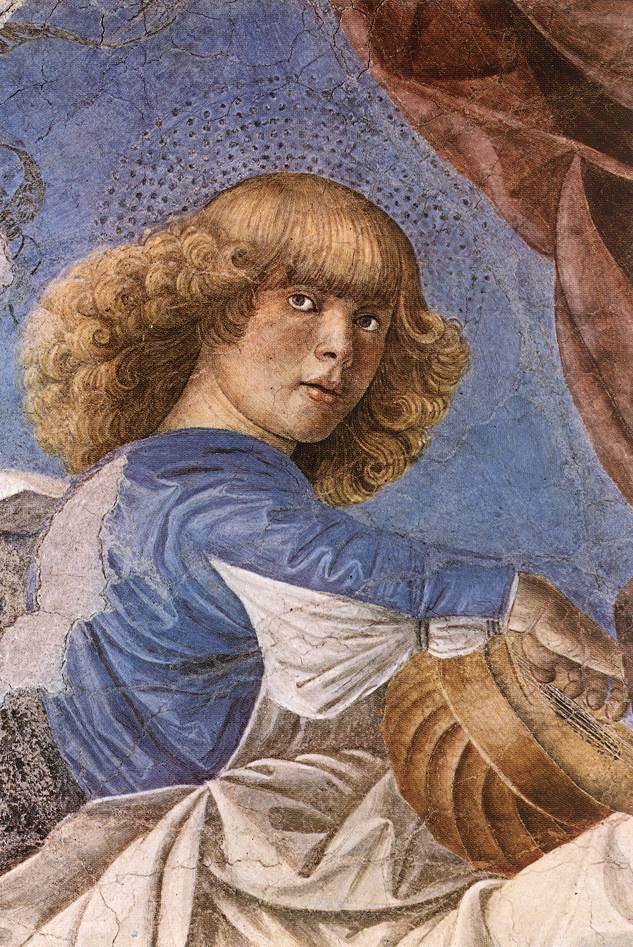
Engel mit Laute
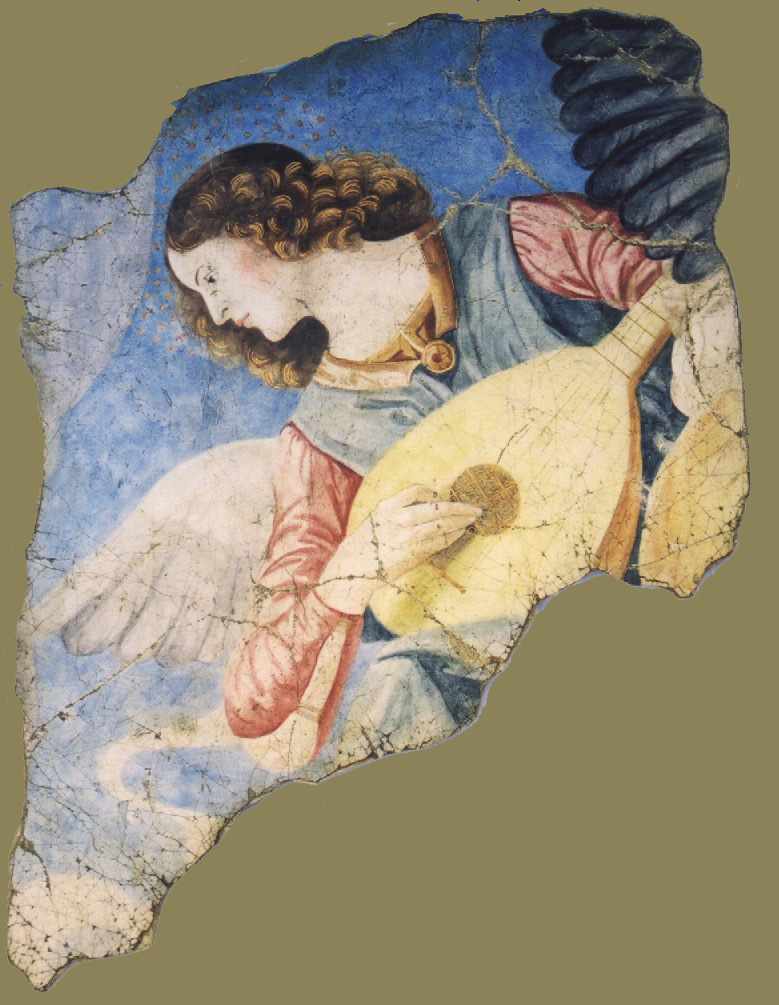
Engel mit Laute
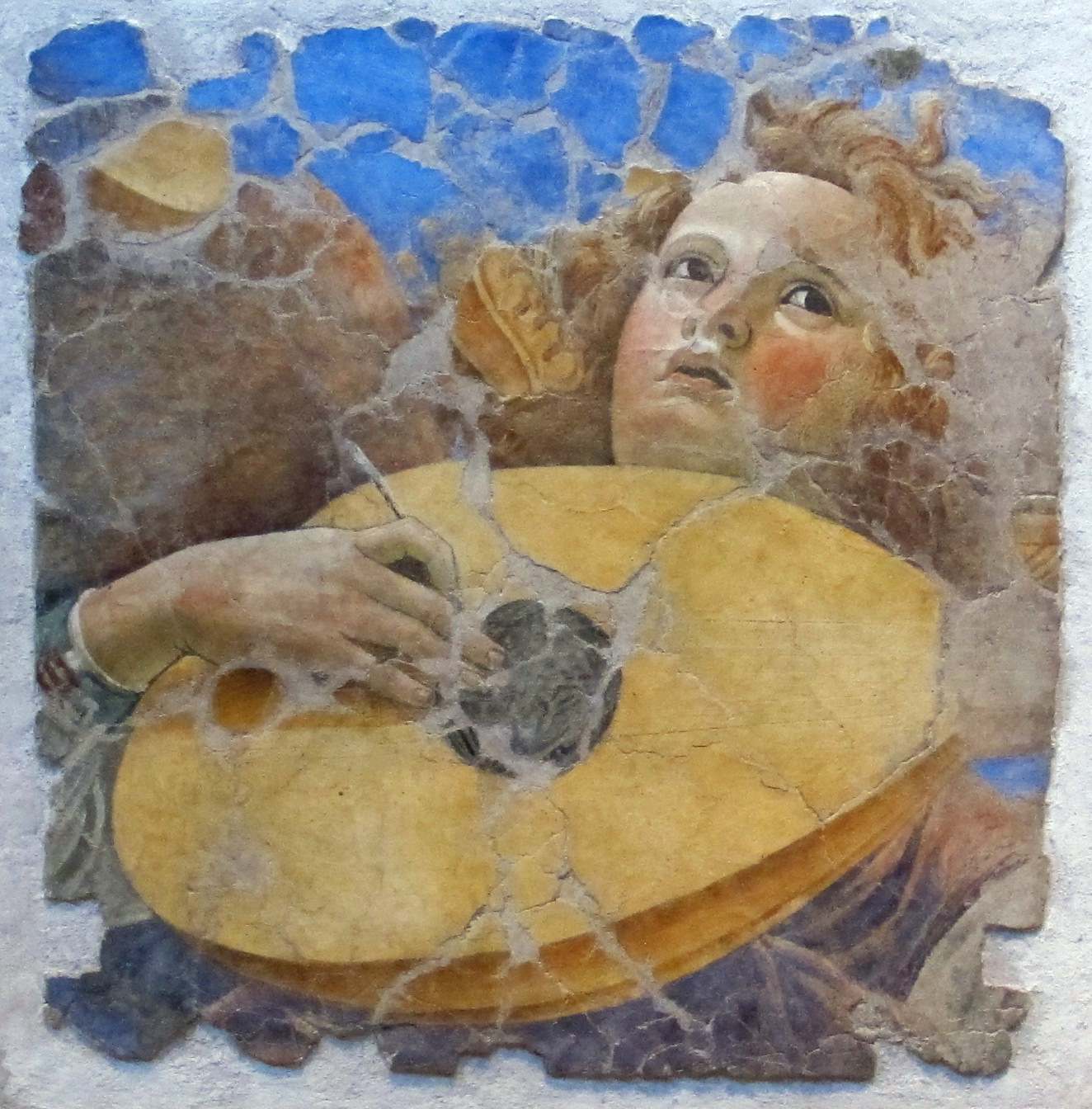
Engel mit Laute
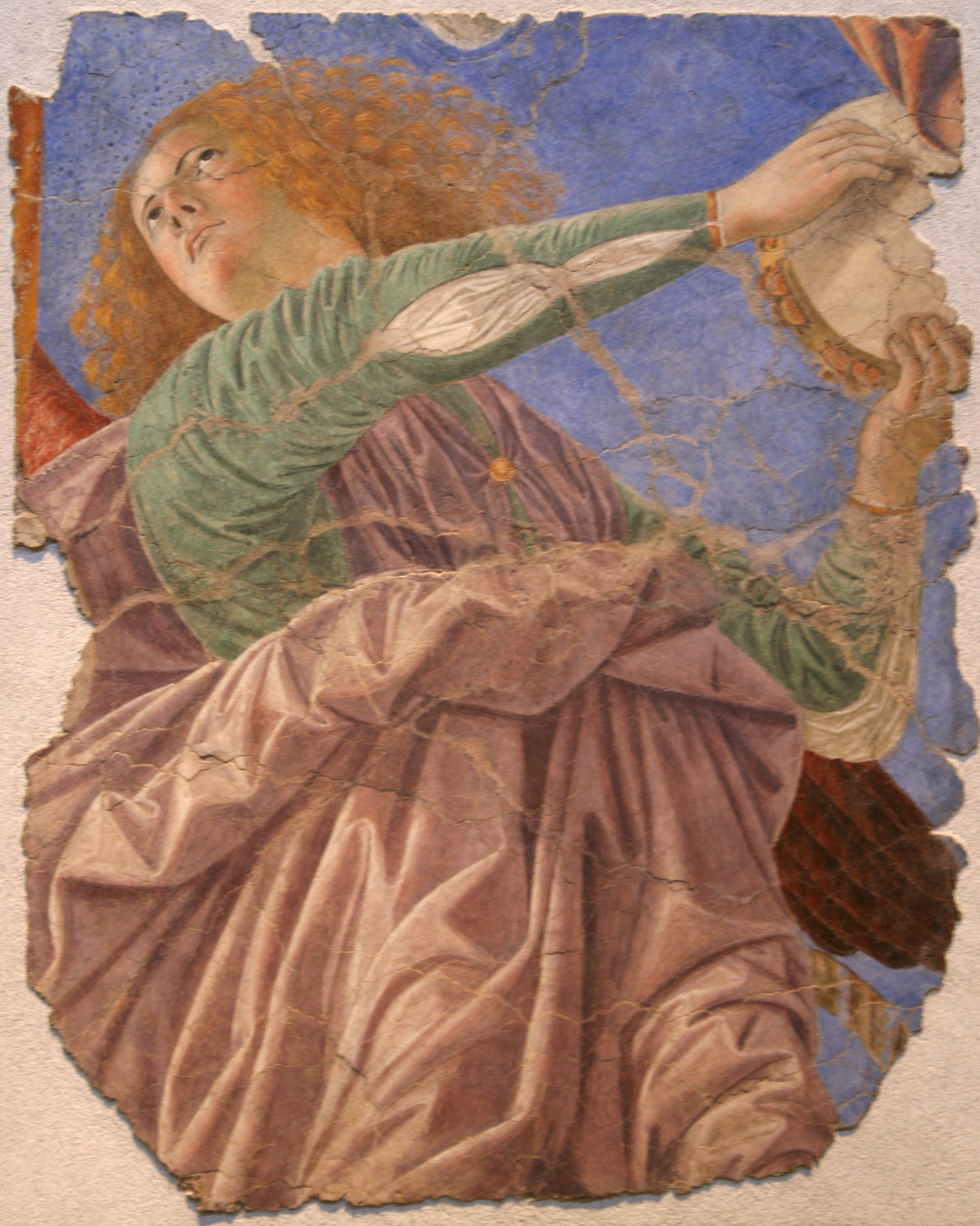
Engel mit Tamburin
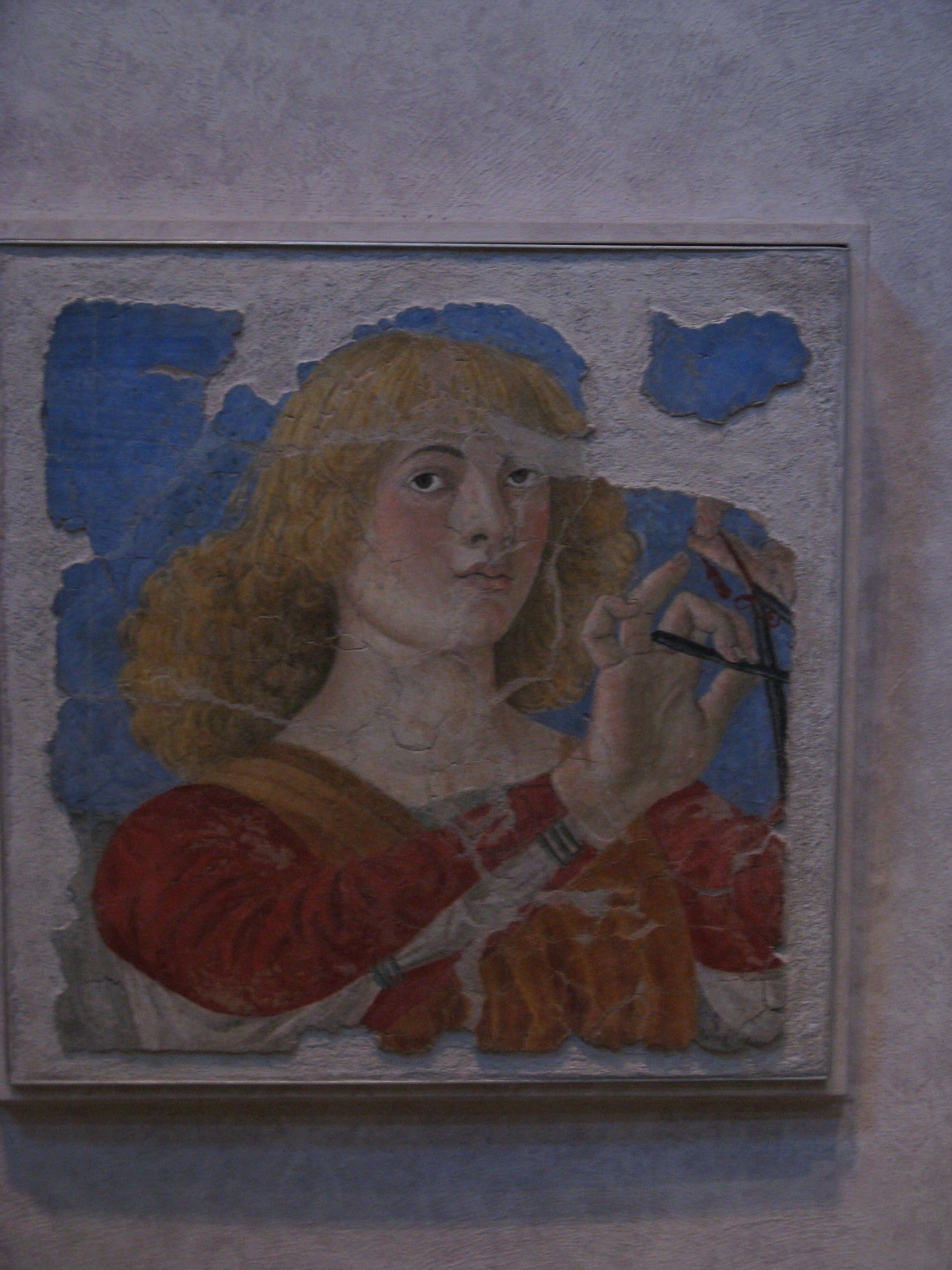
Engel mit Triangel
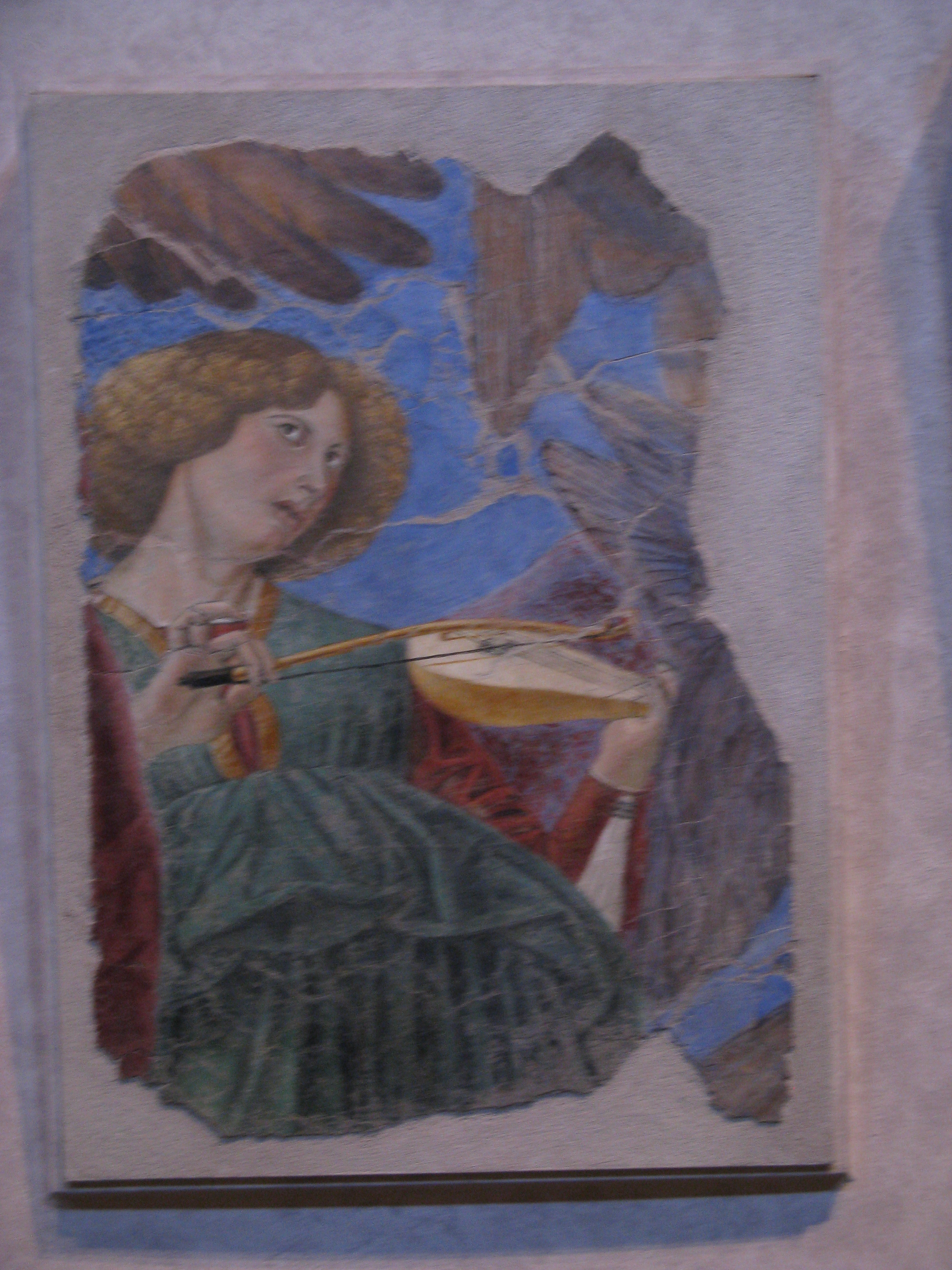
Engel mit Rebec
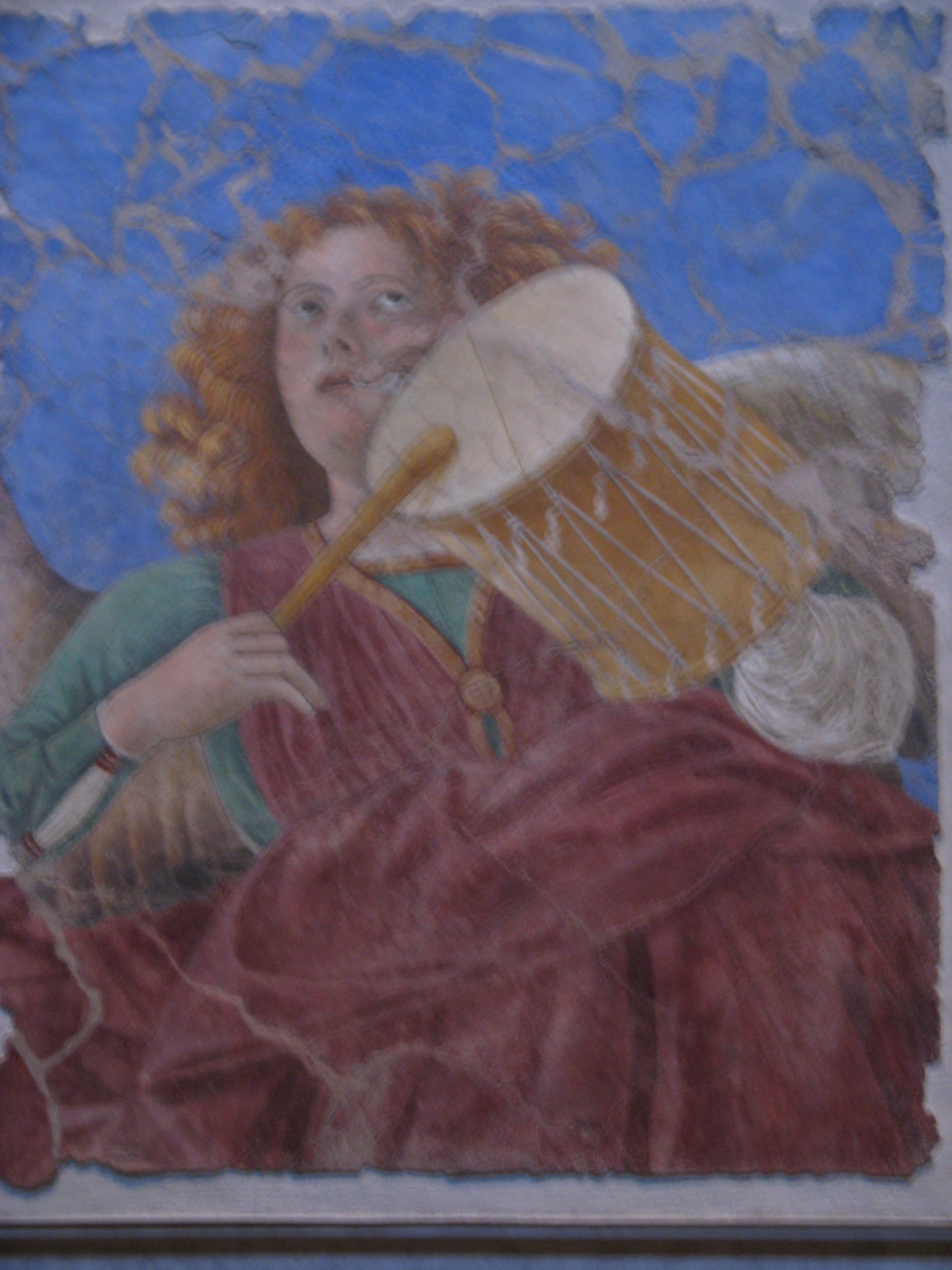
Engel mit Trommel
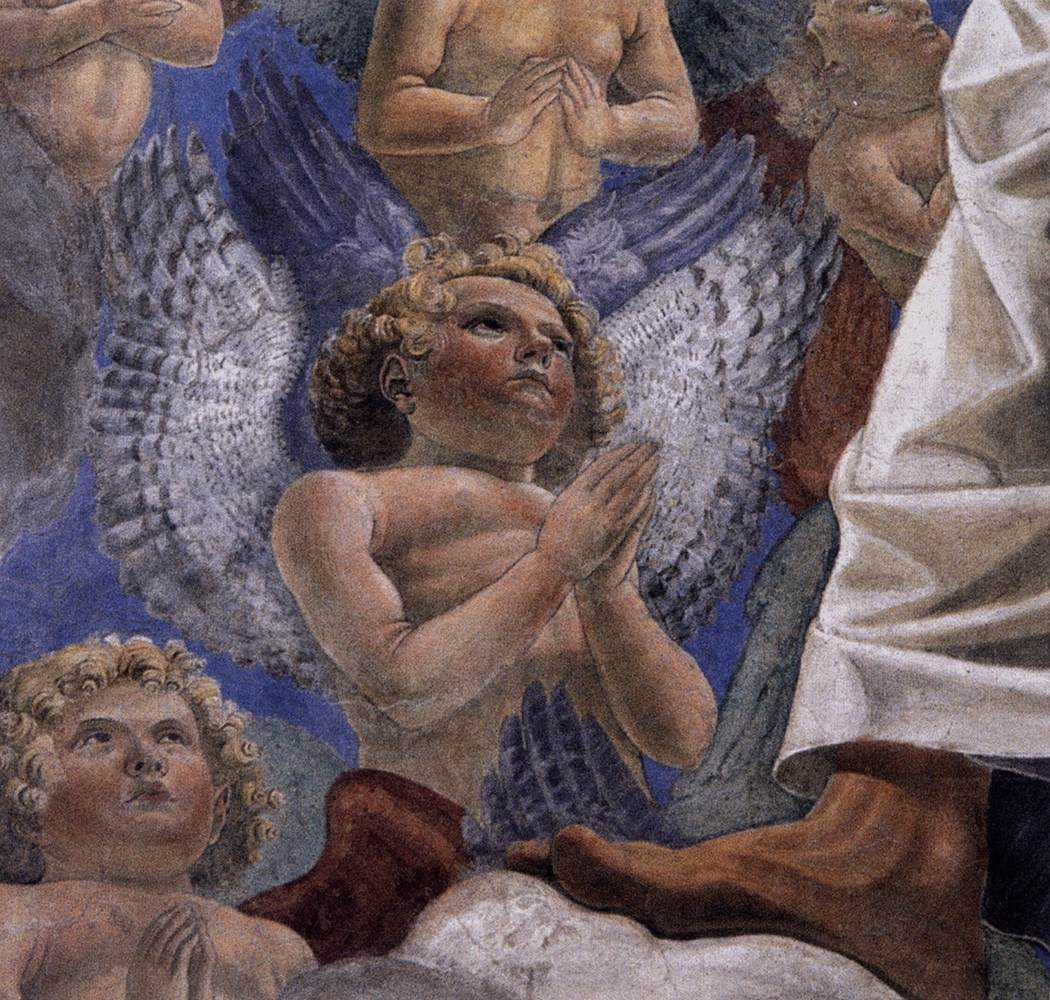
Himmelfahrt Christi, Detail
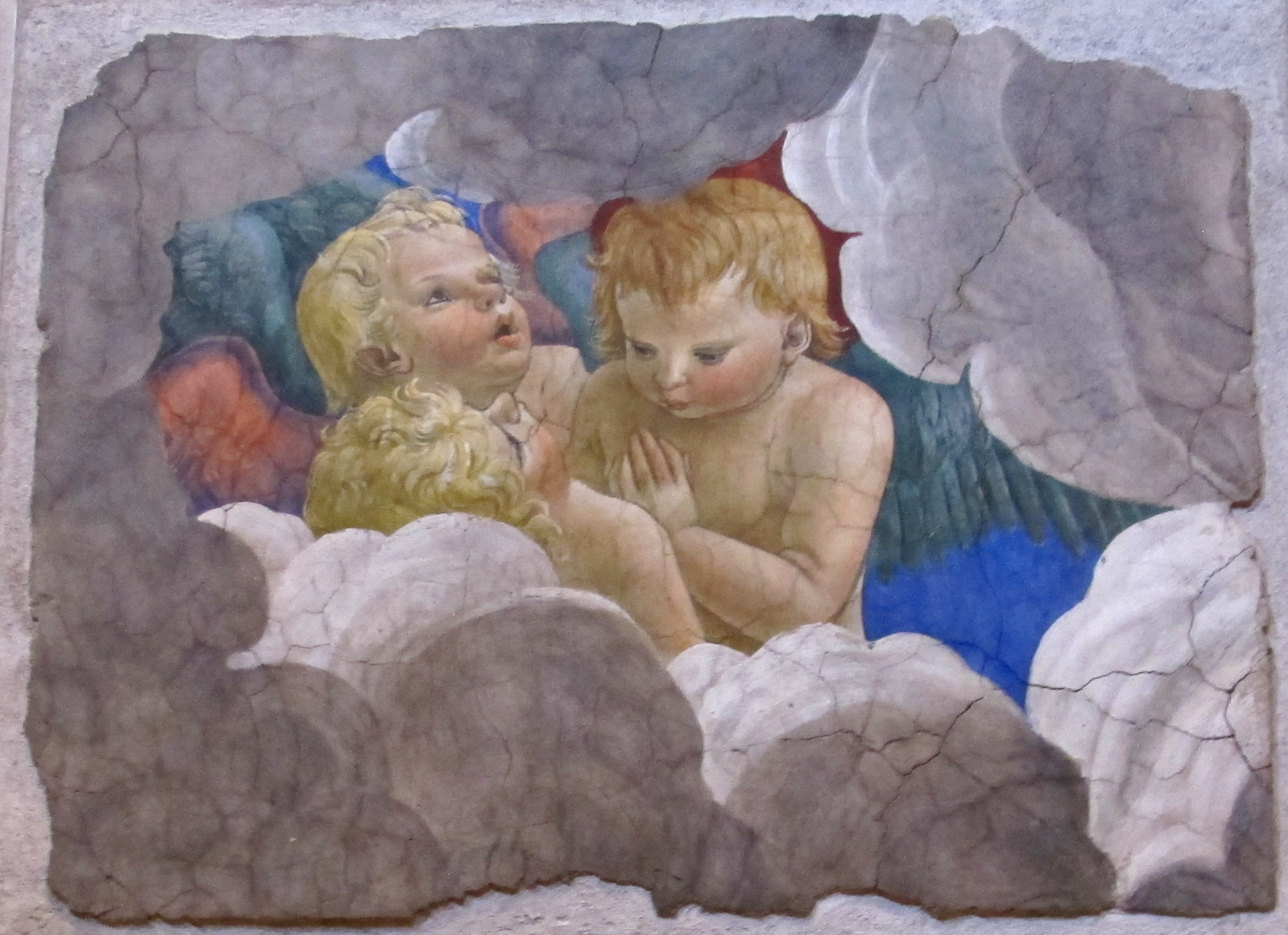
Gruppe kleiner Engel
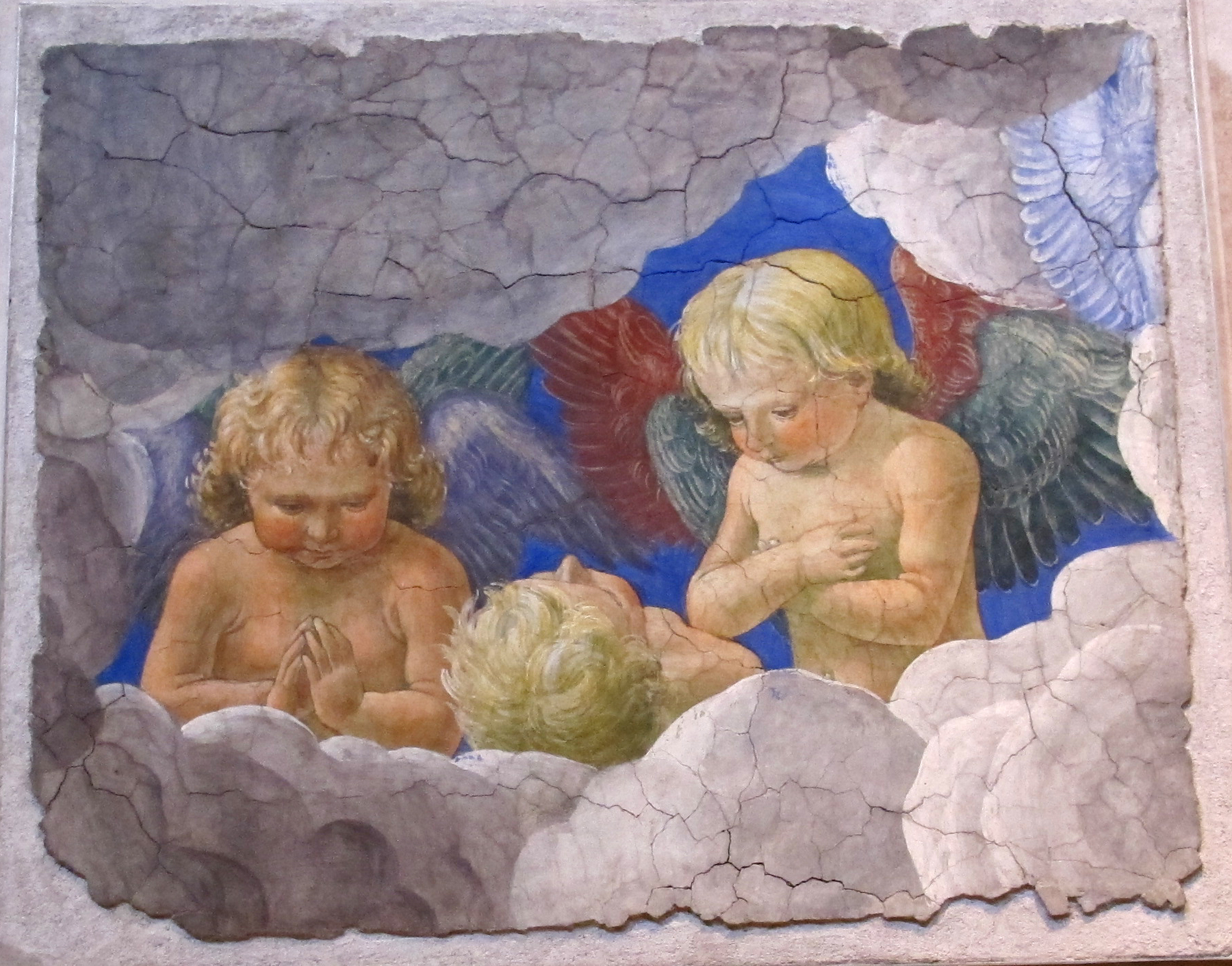
Gruppe kleiner Engel
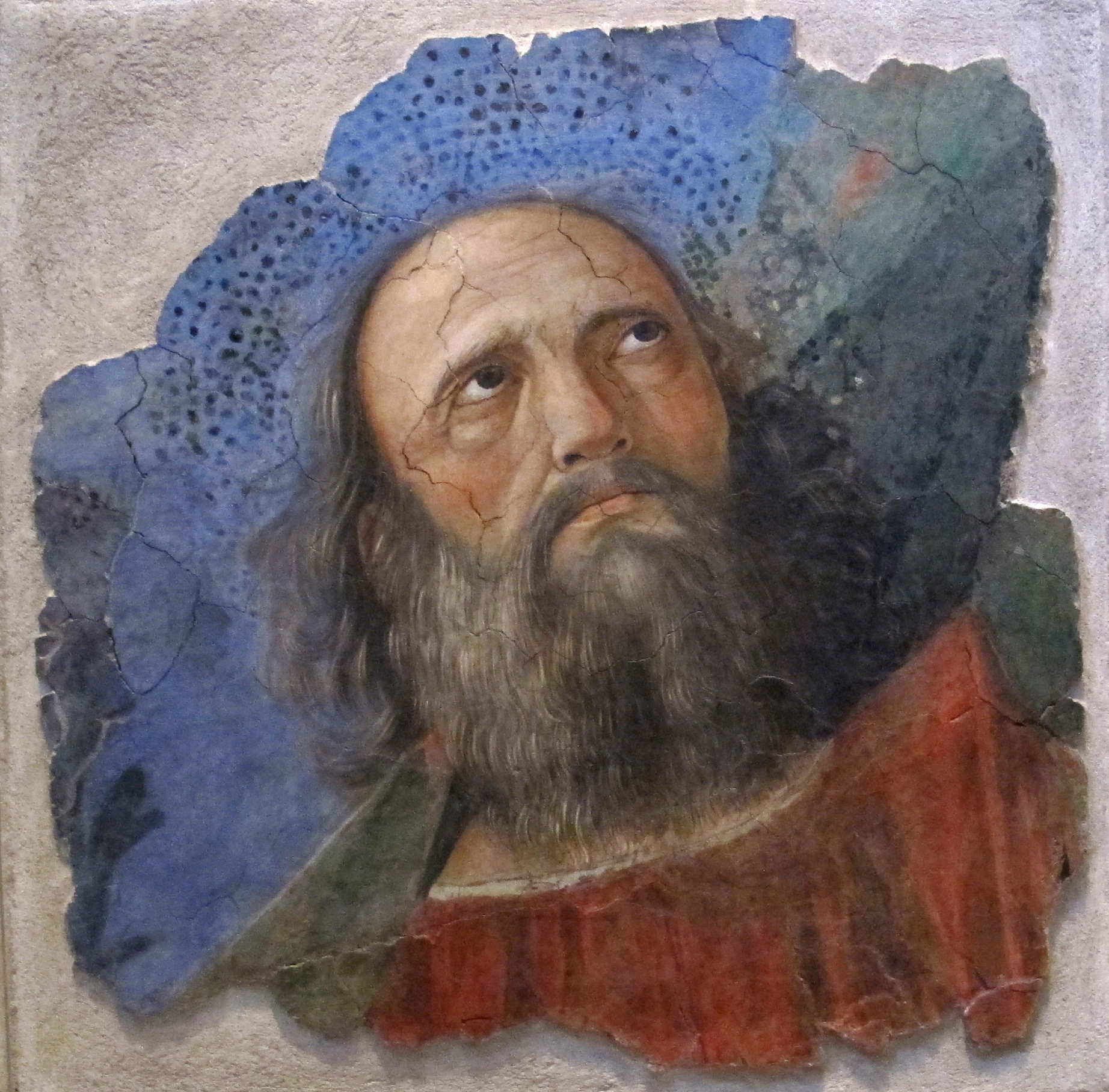
Apostelhaupt
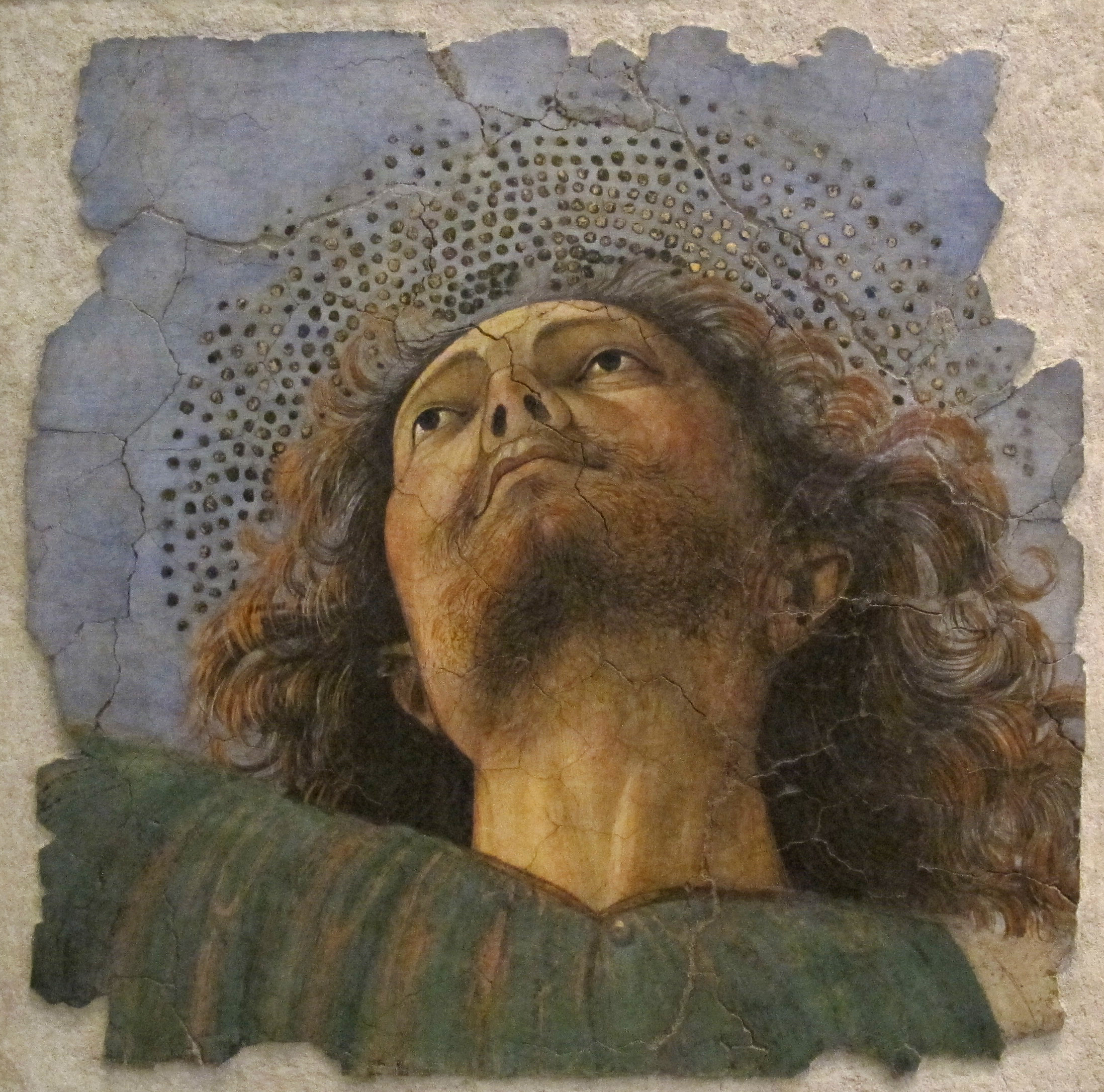
Apostelhaupt
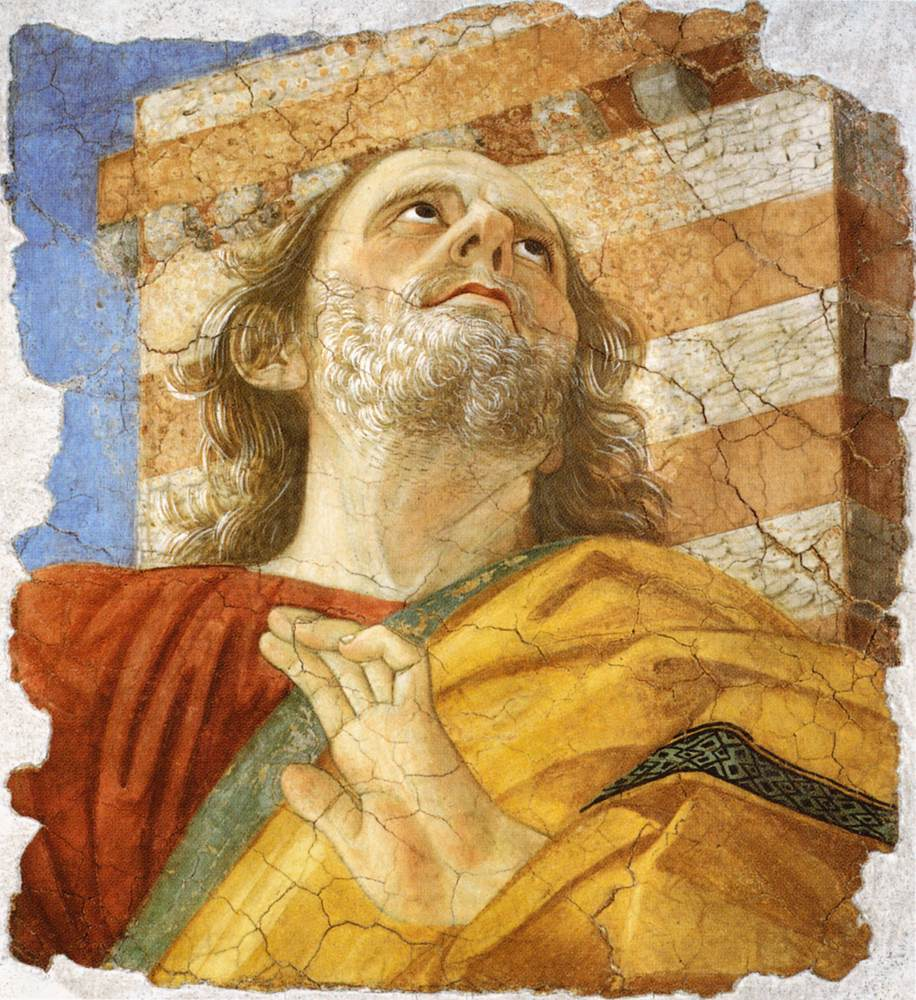
Apostelhaupt
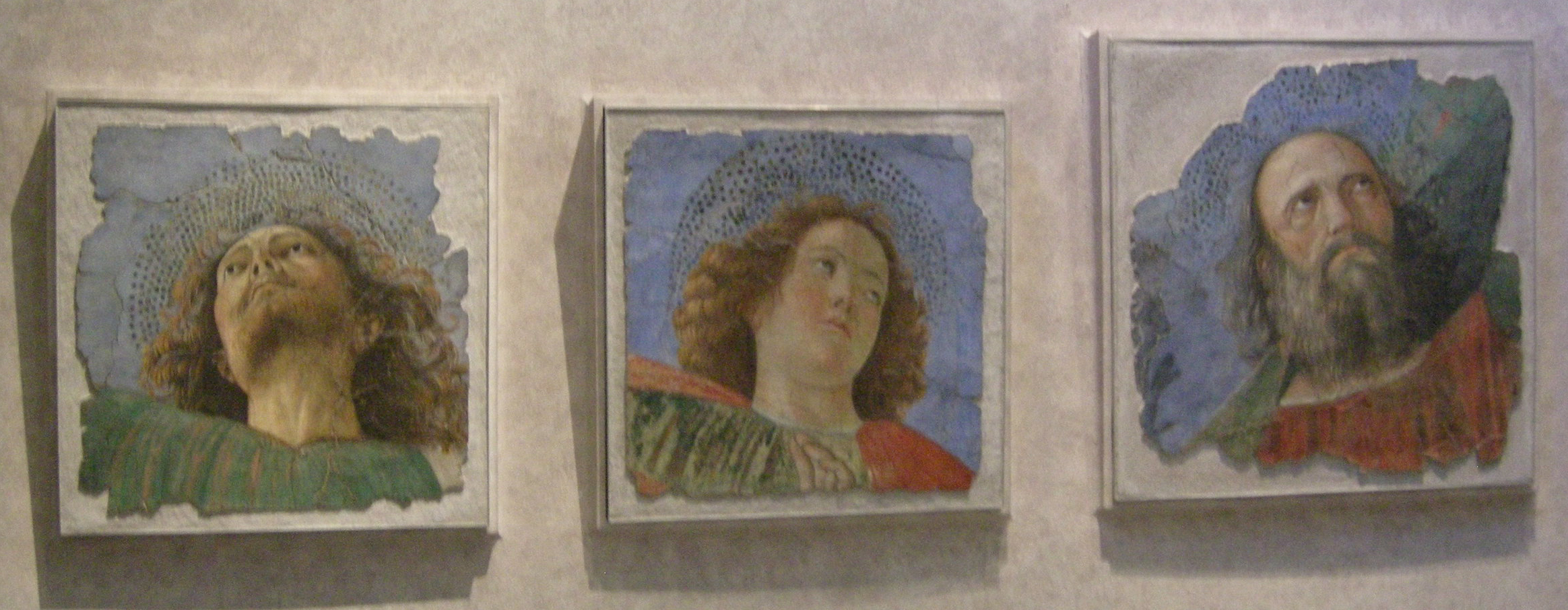
Drei Apostelhäupter